# Ринченгийн Барсболд
Ринченгийн (Ринчен) Барсболд (монг. Ринченгийн Барсболд; род. 21 декабря 1935, Улан-Батор) — монгольский учёный-палеонтолог, доктор биологических наук, сын академика Б. Ринчена. Академик, директор Палеонтологического института Академии наук Монголии, профессор, автор гипотезы о происхождении птиц от теропод. В 2010 году награждён медалью Ромера — Симпсона Общества палеонтологии позвоночных. Лауреат Государственной премии Монголии (2018), Герой Труда Монголии, кавалер ордена Сухэ-Батора (2024).

## Биография
Высшее образование Ринченгийн Барсболд получил в СССР. В 1959 году он окончил Московский геолого-разведочный институт имени С. Орджоникидзе. В 1969 году защитил диссертацию на степень кандидата геолого-минералогических наук по теме «Стратиграфия и пресноводные моллюски верхнего мела гобийской части Монгольской Народной Республики». В 1979 году защитил диссертацию на степень доктора биологических наук по теме «Хищные динозавры мела Монголии». Был начальником монгольской части совместной Монголо-Советской палеонтологической экспедиции Академий наук МНР и СССР, которая с 1969 года проводила в МНР самые обширные в истории Центральной Азии комплексные палеонтологические исследования, в частности, центральноазиатских динозавровых фаун МНР.

### Научные достижения
Ринченгийн Барсболд, чья работа в области палеонтологии началась в 60-е годы XX века, со временем завоевал репутацию одного из ведущих специалистов мира по тероподам, в частности по тероподам Гоби, и по мезозойской стратиграфии.
В 1983 году Барсболд выдвинул новую теорию, основанную на совпадении морфологических характеристик ящеров-теропод и птиц. Согласно этой теории, современные птицы произошли от одной или нескольких ветвей теропод. Теория приобрела известность и широкое признание после открытия в 1990-е годы бескрылых оперённых динозавров.
Барсболд — академик Академии наук Монголии и директор Института палеонтологии АН Монголии, с собранием динозавров которого могут, по словам самого Барсболда, сравниться только американская и китайская коллекции.

#### Описанные таксоны
Барсболд описал один или в соавторстве следующие таксоны:
- Adasaurus mongoliensis (1983)
- Anserimimus planinychus (1988)
- Ceratonykus oculatus (2009)[7]
- Enigmosaurus mongoliensis (1983)[7]
- Erlikosaurus andrewsi (1980)[7]
- Gallimimus bullatus (1972)[7]
- Gallimimus mongoliensis (1998)
- Nomingia gobiensis (2000)[7]
- Saurornithoides junior (1974) → Zanabazar junior (2009)[7]
- Tonouchisaurus mongoliensis (1974)
- Tsaagan mangas (2006)[7]
- Garudimimidae (семейство)
  - Garudimimus brevipes (1981)
- Harpymimidae (семейство)
  - Harpymimus okladnikovi (1984)[7]
- Oviraptoridae (семейство)
  - Citipati osmolskae (2001)[7]
  - Conchoraptor gracilis (1981)
  - Khaan mckennai (2001)[7]
  - Oviraptor mongoliensis (1986)
  - Rinchenia mongoliensis (1986)[7]
- Ingeniidae (подсемейство)
  - Ingenia yanshini (1981)

## Награды, премии, научное признание
В честь Барсболда назван один род динозавров — барсболдия — и вид Nemegtomaia barsboldi.
Лауреат Государственной премии Монголии (2018, с коллективом соавторов издания «Геология и полезные ископаемые Монголии»). В 2024 году удостоен звания Героя Труда Монголии с награждением орденом Сухэ-Батора.
В 2010 году Ринченгийн Барсболд за достижения в течение научной карьеры был удостоен высшей награды Общества палеонтологии позвоночных (англ. Society of Vertebrate Paleontology) — Медали Ромера — Симпсона; до него эту награду получил только один азиатский учёный.
В 2011 году избран иностранным членом Российской академии наук. В 2012 году награждён российским орденом Почёта «за большой вклад в развитие и укрепление экономического, культурного и гуманитарного сотрудничества с Российской Федерацией».